# Palencia Rugby Club
El Palencia Rugby Club es un equipo de rugby de la ciudad de Palencia, España.

## Historia

### Raíces
En los años 70 aún no existía ningún equipo que representara a la capital palentina, pero ya se empezaba a jugar de manera amateur y por diversión.
En 1988 Txabier Buenetxea y Constantino Caminero fundan el ADEUPA, primer equipo que representa a Palencia, España en el mapa rugbístico español, pero en 1990 desaparece y los jugadores del extinto club fundan el Palencia Rugby Club.
El 5 de octubre de 1992 el Palencia Rugby Club se constituye oficialmente en club deportivo, siendo su primer Presidente Luis González Vita.
También en paralelo, en Venta de Baños (Palencia) nace una escuela de Rugby Municipal, y al año siguiente aparece el Venta de Baños Rugby Club. Posteriormente en 1995 desaparecería por inactividad.

### Historia reciente
En la temporada 1997/98 Fernando Lavín González de Echavarri, laureado entrenador de rugby en España, toma las riendas del primer equipo del Palencia RC consiguiendo el ascenso a la Primera Nacional. En el año 2000 el Palencia RC tuvo que renunciar a esta categoría debido a la falta de apoyos económicos.
En 2002 de nuevo tienen que renunciar a la fase de ascenso a Primera Nacional por el mismo motivo. Ese año, su X aniversario, el club celebra unas jornadas de puertas abiertas para acercar este deporte a la ciudad, obteniendo un éxito más que aceptable en la capital palentina.
El 23 de mayo de 2010 el Palencia Rugby Club volvió a alcanzar Primera Nacional de la mano de Sergio Bahíllo Martínez al vencer por 25-15 al Club Deportivo Zalaeta en la fase de ascenso.
El 22 de abril de 2012 el Palencia Rugby club acogió como anfitrión la final de la Copa de S.M. el Rey de rugby en el estadio del equipo local, la Nueva Balastera. Este partido, que enfrentaba a los clubes El Salvador de Valladolid y Ordizia R T de Guipúzcoa está considerado como el partido de rugby con mayor número de espectadores de la historia de las competiciones entre clubes en España, con abundante presencia de aficionados de ambos equipos contendientes así como de aficionados locales, registrando la Nueva Balastera un lleno casi total, constituyendo un éxito para el desarrollo del rugby español así como un éxito organizativo para el club palentino.
El 28 de abril de 2015 el Physiorelax Palencia Rugby Club se proclama campeón de la liga interegional (Castilla y León & Cantabria) frente al Levidrio León Rugby por 16-19 en el campo de Puente Castro (León)